# Сдвиг ветра

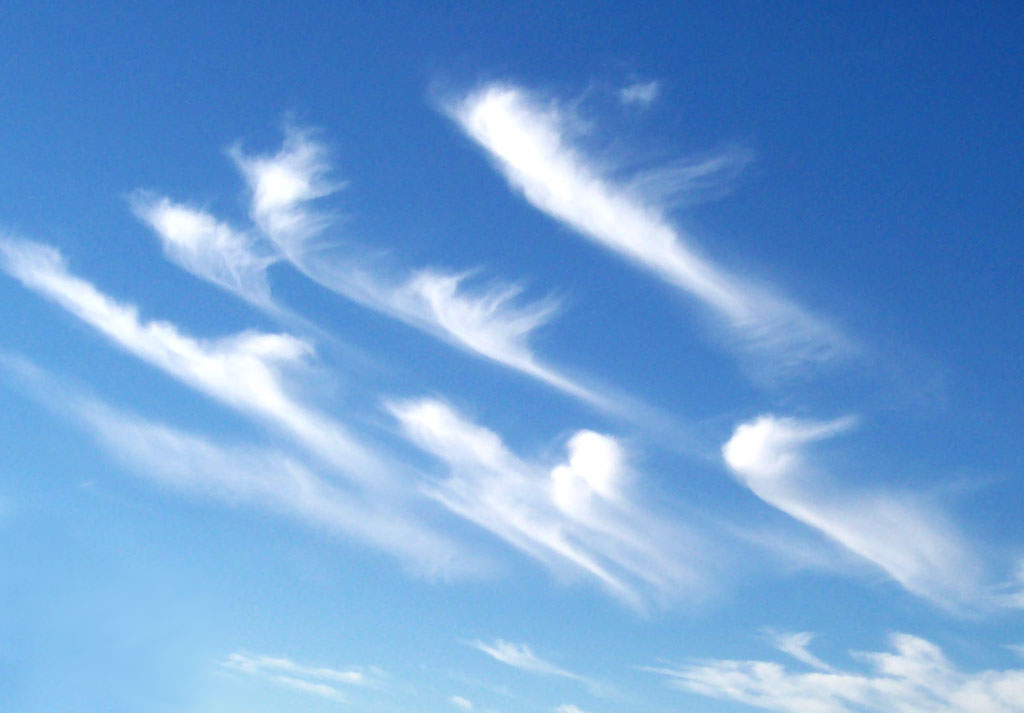
Перистые когтевидные облака, формирующиеся в зонах значительного градиента ветра.

Сдвиг ветра (калька с англ. Wind Shear) — повышенный градиент скорости и (или) направления ветра в случаях, когда они значительно изменяются на относительно небольшом участке в атмосфере. Сдвиг ветра обычно раскладывают на горизонтальную (м/с на 1 км расстояния) и вертикальную (м/с на 30 м высоты) компоненты, из которых горизонтальная как правило более значительная в районе атмосферных фронтов, а вертикальная — у поверхности Земли, хотя обе могут быть значительными и на больших высотах в районе высотных струйных течений и высотных фронтальных зон.
Сдвиг ветра является микрометеорологическим явлением, которое существует только на небольших расстояниях, но он может быть связан с процессами мезомасштаба и синоптического масштаба. В частности, он часто связан с такими явлениями как линия шквала, вызванные грозами микропорывы, прохождение атмосферных фронтов, низкоуровневые струйные течения, районы сильных местных ветров, особое поле ветра вблизи гор, многоэтажных строений, морских побережий (бризовая циркуляция), ветрогенераторов.
Сильные сдвиги ветра затрудняют формирование тропических циклонов, но участвуют в формировании циклонов внетропических и увеличивают продолжительность гроз. Одним из примеров сдвига ветра в свободной атмосфере является термический ветер во фронтальных зонах (где наблюдаются большие горизонтальные градиенты температуры воздуха), обуславливающий возникновение струйных течений. Сдвиг ветра также влияет на движение звуковых волн, которые могут менять направление движения.

## Влияние на полёты
Сдвиг ветра существенно влияет на взлёт и посадку воздушных судов и, из-за возможной потери управляемости, является значительным фактором риска в авиации.
ИКАО рекомендует оценку интенсивности сдвига ветра в зависимости от векторной разности ветра на 30 м высоты:
- слабый — 0—2 м/с на 30 м;
- умеренный — 2—4 м/с на 30 м;
- сильный — 4—6 м/с на 30 м;
- очень сильный — более 6 м/с на 30 м.

Сильный и очень сильный сдвиг ветра (особенно при наличии нисходящего потока воздуха) может приводить к авариям и катастрофам самолётов на этапах взлёта и посадки. Например, катастрофа Ту-154 в Алма-Ате в 1980 г.